# Das Gotteslehen
Das Gotteslehen ist ein historischer Roman von Ludwig Ganghofer, der im 13. Jahrhundert spielt. Das Werk erschien erstmals im Jahre 1899 im Adolf Bonz & Comp. Verlag in Stuttgart.

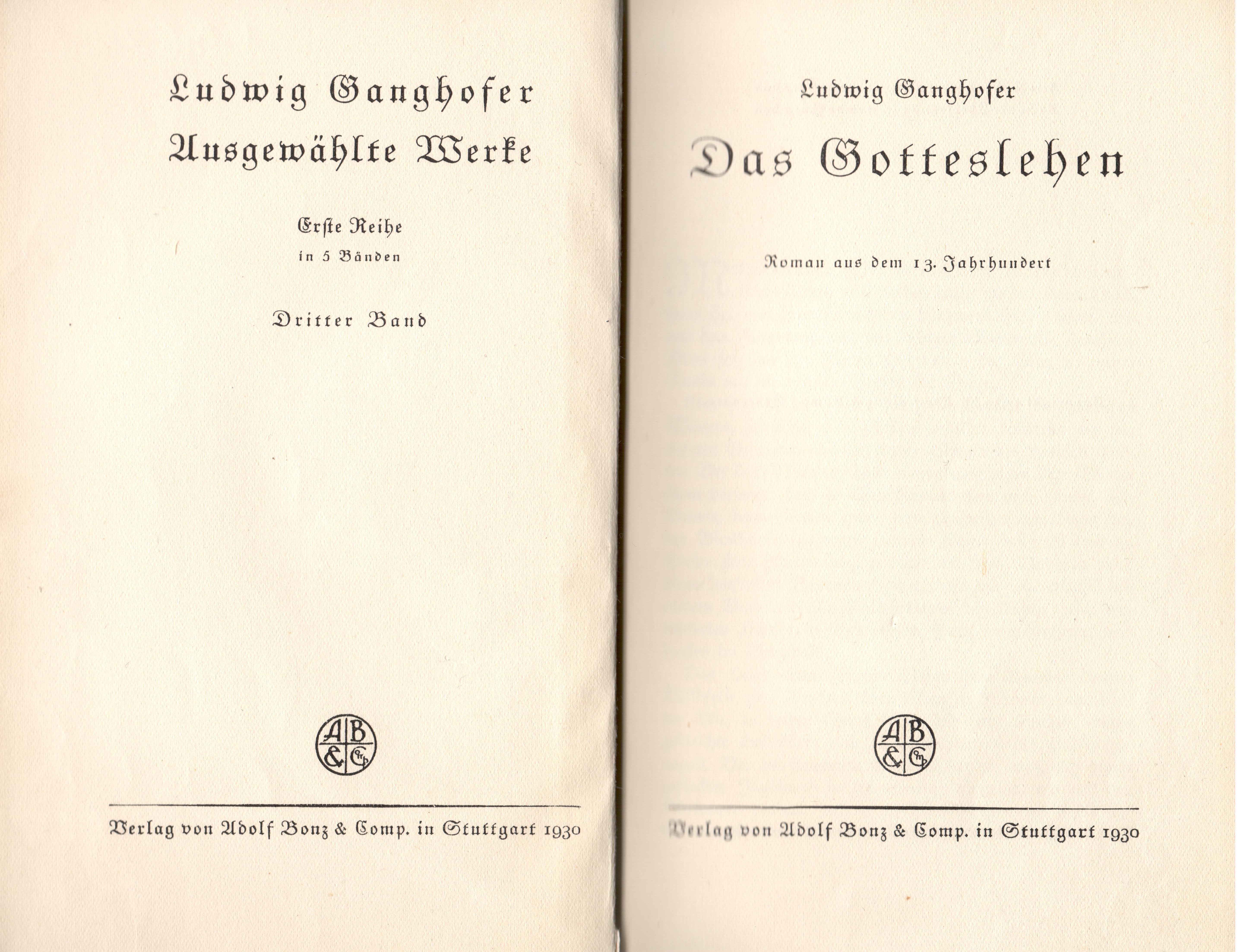
Titelseite einer Ausgabe von 1930

## Einführung
Ludwig Ganghofer, der ein begeisterter Jäger war und das Gebirge liebte, hielt sich sehr häufig im Berchtesgadener Land auf. Beeindruckt von der Watzmannsage entschloss sich Ganghofer die Geschichte dieses Landes romanhaft in mehreren selbständigen und losen Romanfolgen zu verarbeiten. Von den ursprünglich geplanten neun Folgen wurden jedoch nur sieben Folgen Realität. In einer Zeitspanne von sechs Jahrhunderten – also zwischen dem 12. und 18. Jahrhundert – beschreibt Ganghofer die Lebensweise der Menschen im Spannungsfeld mit den sich entwickelnden feudalen, von katholischen Klerus geprägten Strukturen dieses Gebietes. Im Einzelnen handelt es sich um folgende Werke:
- Die Martinsklause (12. Jahrhundert, 1102 – 1105), Erscheinungsjahr 1894
- Das Gotteslehen (13. Jahrhundert, 1238 – 1239), Erscheinungsjahr 1899
- Der Klosterjäger (14. Jahrhundert, 1338), Erscheinungsjahr 1893
- Der Ochsenkrieg (15. Jahrhundert, 1421 – 1422), Erscheinungsjahr 1914
- Das neue Wesen (16. Jahrhundert, 1524 – 1525), Erscheinungsjahr 1902
- Der Mann im Salz (17. Jahrhundert, 1618), Erscheinungsjahr 1906
- Das große Jagen (18. Jahrhundert, 1733), Erscheinungsjahr 1918

In allen diesen Romanen spielt das Kloster Berchtesgaden, das sich von einer einfachen Klause unter den Begründer des Klosters Eberwein bis zur stolzen und reichsunmittelbaren Fürstpropstei Berchtesgaden entwickelt, eine tragende Rolle.

## Handlung
Die Handlung spielt zwischen den Jahren ab etwa 1231 bis 1239, als Friedrich Graf von Ortenburg Stiftspropst des Klosters Berchtesgaden war. Sein Vertreter war der einflussreiche 'Dekan' des Klosters Wernherus, der nach dem Tode von Abt Friedrich dessen Nachfolger als Propst des Klosterstifts wurde. In dieses historische Umfeld bettet Ganghofer seine mit fiktiven Figuren gezeichnete Handlung.
In Berchtesgaden sind nahezu alle Bauern der Gegend in völlige Abhängigkeit des mächtigen Stiftes geraten. Nur 'Greimold' ist der letzte unabhängige Bauer, er verweigert sich dem Kloster, er ist der idealistischen Auffassung, dass nur "Gott" sein einziger Lehrherr ist und deshalb sein Gehöft auch 'Gotteslehen' nennt. Dieser Anspruch Greimolds nach 'persönlicher Beziehung zu Gott' erinnert an Inhalte der Lehre Martin Luthers, die dreihundert Jahre später postuliert wurden.
Der junge Chorherr Irimbert Graf von Immhof verliebt sich in Jutta, die blinde Tochter des Greimold, des Bauern von Gotteslehen. Die häufigen Besuche des Chorherrn bei Jutta im 'Gotteslehen' führen dazu, dass sich Irimbert in Jutta verliebt und die seine Liebe erwidert. Im Gegensatz zu den Chorherren des Klosters, angeführt von Dekan Wernherus stellt sich Irimbert im Zwist um die Lehensrechte des 'Gotteslehen' an die Seite Greimolds, was ihm in eine sehr missliche Lage bringt. Wegen 'Gotteslästerung' wird Irimbert über Monate hinweg im Keller des Klosters in einer Zelle eingemauert, was ihn nahezu sein Leben kostet. Als bekannt wird, dass Irimbert der Erbe eines riesigen Vermögens werden soll, auf das sich auch das Kloster Hoffnungen macht und Ansprüche erheben will, wird er aus der Haft, als gebrochener und um Jahre gealterter Mann mit schlohweißem Haar aus seinem Gefängnis entlassen.
Wieder in Freiheit flieht Irimbert auf das Gotteslehen. Sein einziges Ziel ist es, Jutta aus ihrer Blindheit zu befreien. Er nimmt Kontakt zu einem berühmten jüdischen Wunderarzt namens 'Josephus' auf – der jedoch Juttas Blindheit vergeblich zu heilen versucht. Josephus wird im Roman von Ganghofer als sympathische, wenn auch etwas feige Figur geschildert. Josephus, der nur seinen Beruf lebt und den Bräuchen der damaligen Zeit entsprechend mit einem gelben 'Judenfleck' unterwegs sein darf, wird in Buch auch als Opfer christlichen Verfolgungswahns beschrieben.
Probst Friedrich der aus einer Nebenlinie der Wittelsbacher stammt und auch von Irimbert ein ferner Verwandter ist, hält über Irimbert seine schützende Hand. Als Friedrich jedoch bei der Falkenjagd an einem Jagdunfall stirbt, wird Wernherus sein Nachfolger. Dieser lässt das 'Gotteslehen' stürmen und niederbrennen, Greimold kommt bei dieser Attacke ums Leben. Irimbert flieht mit der blinden Jutta in den oberhalb liegenden Wald. Oberhalb einer Schlucht schließt Irimbert Jutta fest in seine Arme, dann ersticht er sie. Eine Lawine begräbt beide unter sich.
Ludwig Ganghofer, der zeitlebens eher an einen 'liebenden', als 'strafenden' Gott glaubte, schildert hier schonungslos die Feudalstaatsordnung mit ihren damaligen weltlichen, jedoch auch geistlichen Strukturen. Das Gotteslehen ist der wohl am stärksten antiklerikal ausgerichtete Roman innerhalb des 7-teiligen Romanzyklus des Schriftstellers.